# Elena Barolo
Elena Barolo (Torino, 14 dicembre 1982) è una showgirl, attrice e conduttrice televisiva italiana.

## Biografia
Dopo il diploma conseguito al liceo classico San Giuseppe di Torino, si iscrive all'Istituto Europeo di Design. Dal settembre 2002 al giugno 2004 è stata velina bionda di Striscia la notizia, in coppia con Giorgia Palmas. La coppia ebbe molto successo e durante gli anni del programma parteciperà a diversi programmi televisivi come Paperissima e Passaparola. Saranno anche protagoniste di numerose cover tra cui GQ e Max. Nello stesso tempo studia recitazione a Milano e frequenta un master all'Actors Studio a Los Angeles nell'estate del 2004.
Nell'estate del 2004 ha debuttato con Giorgia Palmas su Italia 1 in Lucignolo - Bellavita, ha condotto Miss Universo Italia su Canale 5 e presentato la sfilata di moda Agrigento, la valle dei templi su Rai Internazionale. Da luglio a novembre del 2004 è stata meteorina del TG4, chiamata da Emilio Fede e conduce alcune puntate di Sipario su Rete 4. A novembre dello stesso anno presenta, insieme a Ezio Greggio, Le festival de la comédie. Sempre nel nei mesi di novembre e dicembre dello stesso anno recita nella trasmissione per bambini di Italia 1 Topo Gigio nelle vesti della "fatina". 
Dal 2005 al 2007 ha interpretato Vittoria Della Rocca nella soap opera di Canale 5 CentoVetrine. Dal 2007 al 2009 è protagonista, con il ruolo di Laura Ferrari, della sit-com italiana di Rai 2, 7 vite. Ha partecipato inoltre a due film, uno per la televisione (Un Natale per due) e l'altro per il cinema (Ex - Amici come prima! di Carlo ed Enrico Vanzina).
Nel 2011 è tornata a Striscia la notizia come inviata camuffata con l'utilizzo di varie parrucche, con il nome di velina di Montecristo.
Nel 2012 ha inaugurato il suo blog di moda www.affashionate.com e nel 2015 è inviata-fashion blogger nel programma di Rete 4 Donnavventura. Nel luglio del 2015 è giudice, assieme a Sofia Odescalchi, di Voglio essere così, condotto su La5 da Cristina Chiabotto.
Nel giugno 2016 è protagonista, assieme ad altre cinque fashion-blogger, della web-serie ispirata al mondo della moda e delle blogger Insta.Girls. Sempre nel giugno 2016 conduce 50 puntate sul mondo degli animali su La5: il programma si intitola Tuo Zoo. Nel 2017 ha condotto su 7 Gold Anteprima Processo, che ha preceduto Il processo di Biscardi e l'anno successivo ha condotto Prova d'appello. Dal novembre 2017 assieme alla collega Giorgia Palmas conduce la striscia quotidiana Siamo tutti Mister Bean su Radio Latte Miele. Nelle stagioni 2020 e 2021 è stata spesso ospite al programma serale della Rai condotto da Fabio Fazio, Che tempo che fa.
Nel 2022 ha pubblicato il suo primo singolo, La Côte d'Azur presente su tutte le piattaforme musicali.
Nel marzo-aprile 2023 è ritornata in TV su La5 nel cast del il programma Un armadio per due in veste di coach e giurata.
Ad agosto 2024, assieme alla comica Debora Villa, ha condotto le tre serate dedicate al Festival del Cabaret a Martina Franca, su Telenorba. Nell'ottobre dello stesso anno è inviata del programma di Rai 2 Questioni di stile.
Nel 2025, in coppia con Thais Souza Wiggers, ha partecipato come concorrente al reality The Couple - Una vittoria per due, in onda su Canale 5 con la conduzione di Ilary Blasi.

## Programmi televisivi
- Veline (Canale 5, 2002) - concorrente, vincitrice
- Striscia la notizia (Canale 5, 2002-2004, 2011) - velina, inviata
- Lucignolo - Bellavita (Italia 1, 2004) - inviata
- Miss Universo Italia (Canale 5, 2004) - conduttrice
- Agrigento, la valle dei tempi (Rai International, 2004) - conduttrice
- Meteo 4 (Rete 4, 2004) - conduttrice
- Le festival de la comédie (Rete 4, 2004) - conduttrice
- Sipario estate (Rete 4, 2004) - conduttrice
- Topo Gigio Show (Italia 1, 2005) - fatina
- Festival internazionale del Tango (Rai 2, 2010) - conduttrice
- Donnavventura (Rete 4, 2015) - inviata, fashion blogger
- Voglio essere così (La5, 2015) - giurata, fashion blogger
- TuoZoo (La 5, 2016) - conduttrice
- Il processo di Biscardi - Anteprima Processo (7 Gold, 2017-2018) - co-conduttrice
- Prova D'Appello (7 Gold, 2017-2018) - conduttrice
- Balalaika - Dalla Russia col pallone (Canale 5, 2018) - inviata
- Tiki Taka Russia (Italia 1, 2018) - inviata
- Che tempo che fa (Rai 1, Rai 2, Rai 3, 2019-2022) - ospite ricorrente
- Un armadio per due (La 5, 2023) - giurata
- Festival Del Cabaret Martina Franca (Telenorba, 2024)
- Questioni di stile (Rai 2, 2024) - inviata
- The Couple - Una vittoria per due (Canale 5, 2025) - concorrente

## Filmografia

### Cinema
- The Restaurant, regia di Robert Scali (2011) – cameo
- Ex - Amici come prima!, regia di Carlo Vanzina (2011)

### Televisione
- CentoVetrine – soap opera, (2005-2007)
- 7 vite – sit-com, 100 episodi (2007; 2009)
- Tutti pazzi per amore – serie TV, episodio 10 (2009)
- Terapia d'urgenza – serie TV, episodio 15 (2009)
- Don Matteo – serie TV, episodio 7x21 (2009)
- Un Natale per due, regia di Giambattista Avellino – film TV (2011)
- Il bello delle donne... alcuni anni dopo – serie TV, 1 episodio (2016)

## Radio
- Siamo tutti Mister Bean (Radio Latte Miele, 2017-2018) - conduttrice

## Campagne pubblicitarie
- Mistral
- Panasonic
- Gazebo maglieria
- Carrefour (2015)
- Acqua & Sapone
- The place outlet (2017)
- Tuo Zoo (Spot tv) (2017-2018)
- Crinihair (2018)
- Capricci jewels (2022-2023)

## Riconoscimenti
- Festival del Cinema di Salerno
  - 2007 – Premio all'interpretazione per 7 vite[32]
- Festival della Fiction di Castellammare di Stabia
  - 2009 – Miglior attrice di fiction per 7 vite 2[33]